# Tiznit (província)
A província de Tiznit é uma subdivisão da região de Souss-Massa-Drâa de Marrocos, situada na parte sul do país. Tem 4 423 km² de área e em 2004 tinha 344 831 habitantes (densidade: 78 hab./km²). No mesmo ano, 24% dos habitantes viviam em áreas urbanas e   76% em áreas rurais.

## Comunas
| Comuna               | Tipo                    | População (2004) |
| -------------------- | ----------------------- | ---------------- |
| Tiznit               | comuna urbana (capital) | 53 682           |
| Afella Ighir         | comuna rural            | 4 205            |
| Ammelne              | comuna rural            | 4 281            |
| Anezi                | comuna rural            | 6 619            |
| Anzi                 | comuna rural            | 6 619            |
| Arbaa Aït Ahmed      | comuna rural            | 8 228            |
| Arbaa Rasmouka       | comuna rural            | 7 503            |
| Arbaa Sahel          | comuna rural            | 12 944           |
| Aït Issafen          | comuna rural            | 5 026            |
| Aït Ouafqa           | comuna rural            | 5 472            |
| Bounaanane           | comuna rural            | 12 112           |
| El Maader El Kabir   | comuna rural            | 7 918            |
| Ida Ou Gougmar       | comuna rural            | 8 170            |
| Irigh N'tahala       | comuna rural            | 1 992            |
| Ouijjane             | comuna rural            | 6 472            |
| Reggada              | comuna rural            | 14 328           |
| Sidi Ahmed Ou Moussa | comuna rural            | 4 256            |
| Sidi Bouabdelli      | comuna rural            | 6 826            |
| Tafraout             | comuna urbana           | 4 931            |
| Tafraout El Mouloud  | comuna rural            | 3 619            |
| Tarsouat             | comuna rural            | 3 096            |
| Tassrirt             | comuna rural            | 1 887            |
| Tighmi               | comuna rural            | 9 867            |
| Tizoughrane          | comuna rural            | 6 250            |
| Tnine Aday           | comuna rural            | 2 734            |
| Tnine Aglou          | comuna rural            | 14 632           |